# Macrocentrus karafutus
Macrocentrus karafutus är en stekelart som beskrevs av Sergey A. Belokobylskij 2000. Macrocentrus karafutus ingår i släktet Macrocentrus och familjen bracksteklar. Inga underarter finns listade i Catalogue of Life.